# Лехутуту
Лехутуту (англ. Lehututu) — населённый пункт сельского типа на юго-западе центральной части Ботсваны, на территории округа Кгалагади.

## География
Деревня расположена в северной части округа, в пустыне Калахари. Абсолютная высота — 1128 метров над уровнем моря.

## Население
По данным на 2013 год население деревни составляет 2284 человека.
Динамика численности населения деревни по годам:
| 2001 | 2013 |
| ---- | ---- |
| 1719 | 2284 |